# Mario Ventimiglia
Mario Ventimiglia (ur. 7 marca 1921 w San Remo, zm. 6 czerwca 2005 tamże) – włoski piłkarz, grający na pozycji napastnika, trener piłkarski.

## Kariera piłkarska

### Kariera klubowa
W 1938 rozpoczął karierę piłkarską w Sanremese. Latem 1942 został zaproszony do Juventusu, ale po roku odszedł do Ligurii. W sezonie 1945/46 bronił barw Sampierdarenese, po czym wrócił do Sanremese. W 1949 przeszedł do Savony. W 1952 znów został piłkarzem Sanremese. W 1956 przeniósł się z powrotem do Savony, w barwach której zakończył karierę piłkarza w roku 1957.

## Kariera trenerska
Po zakończeniu kariery piłkarskiej rozpoczął karierę szkoleniową. W latach 1954–1957 trenował Sanremese. Potem prowadził kluby Albenga i Imperia. Do 1970 pięciokrotnie w różnych okresach kierował Sanremese.